# Jaworów (Wiązów)
Jaworów (deutsch Jauer) ist ein Ort in der Stadt- und Landgemeinde Wiązów im Powiat Strzeliński der Woiwodschaft Niederschlesien in Polen.

## Geographie
Das Angerdorf Jaworów liegt zehn Kilometer östlich von Wiązów (Wansen), etwa 20 Kilometer nordöstlich von Strzelin (Strehlen) und 52 Kilometer südöstlich von Breslau in der Nizina Śląska (Schlesische Tiefebene). Durch den Ort fließt die Gnojna.
Östlich des Dorfes verläuft die Autostrada A4.
Nachbarorte von Jaworów sind im Nordwesten Bryłów (Breile) und im Nordosten Kłosów (Klosdorf).

## Geschichte

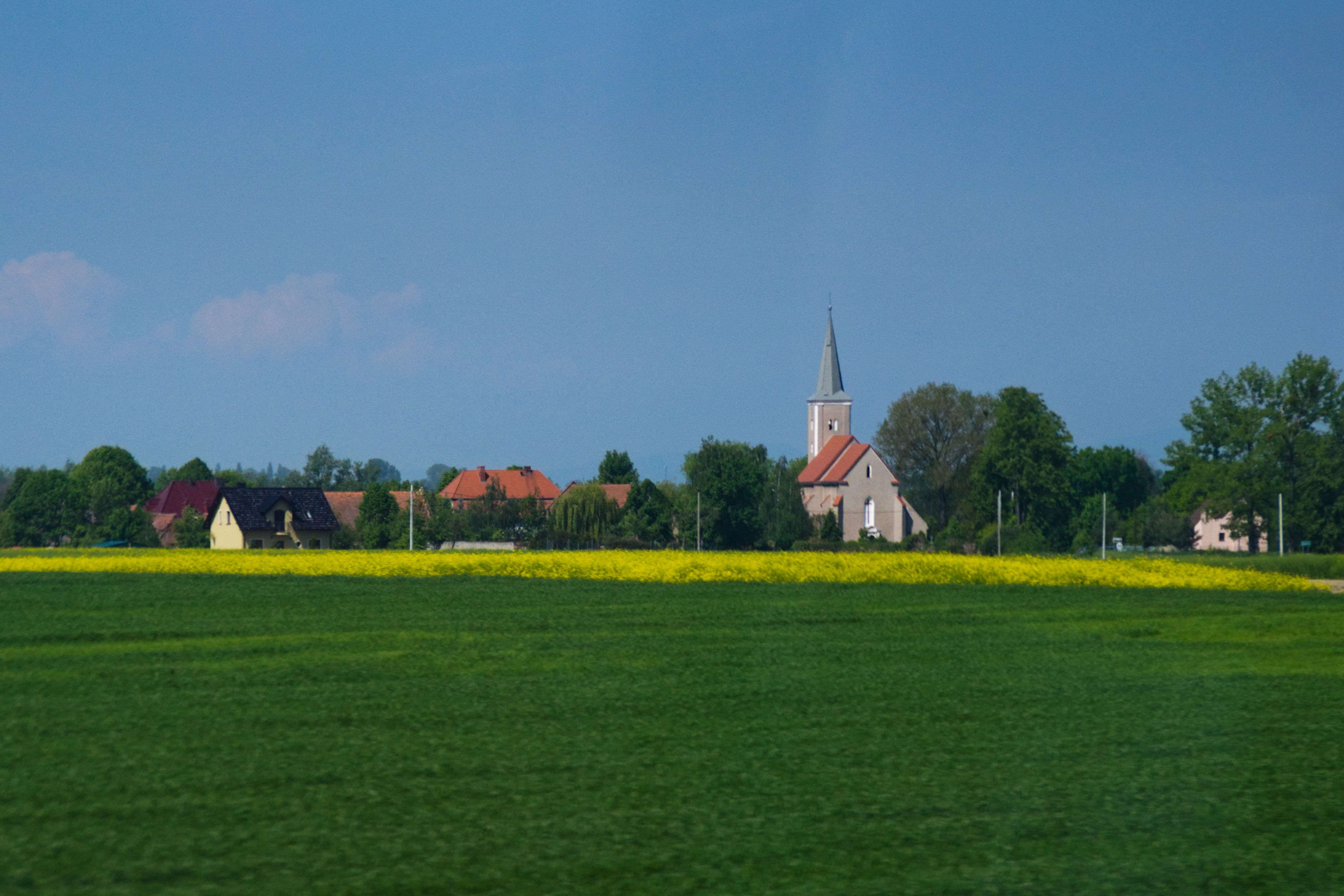
Blick auf Jaworów mit Michaeliskirche

„Jaworow“ wurde erstmals 1364 urkundlich erwähbnt. 1390 ist es in der Schreibweise Jaurow belegt.
Nach dem Ersten Schlesischen Krieg fiel Jauer mit dem größten Teil Schlesiens an Preußen. 1783 zählte der Ort 14 Bauern-, neun Gärtner- und fünf Angerhäuslerstellen.
Im 19. Jahrhundert gehörte das Gut Jauer zum Majorat Klein Öls der Familie York von Wartenburg. Nach der Neugliederung Preußens gehörte die Landgemeinde Jauer ab 1815 zur Provinz Schlesien und war ab 1816 dem Landkreis Ohlau eingegliedert. 1845 zählte Jauer 62 Häuser, zwei Freischoltiseien, 376 Einwohner (davon einer evangelisch und der Rest katholisch), eine katholische Pfarrkirche unter dem Patronat der Grundherrschaft mit vier Hufen Pfarrwidum, eine Filialkirche in Klosdorf mit eigenem Widum eingepfarrt: Polnisch-Breile mit Kapelle, gastweise Bärzdorf, eine katholische Schule mit einem Lehrer und einem Hilfslehrer, eingeschult: Polnisch-Breile und Klosdorf, eine Windmühle, ein Kretschmer, fünf Leinwebstühle, sieben Handwerker, drei Händler, 929 Merino-Schafe und 197 Rinder. Im Ort wurde Flachsbau und Bienenzucht betrieben. 1874 wurde der Amtsbezirk Klosdorf gegründet, zu dem die Landgemeinden Deutsch Breile, Jauer, Klosdorf, Mechwitz und Polnisch Breile sowie die Gutsbezirke Deutsch Breile und Mechwitz gehörten. 1885 zählte Jauer 391 Einwohner.
1933 zählte Jauer 355, 1939 waren es 361 Einwohner. Bis 1945 befand sich der Ort im Landkreis Ohlau.
Als Folge des Zweiten Weltkriegs fiel Jauer 1945 mit dem größten Teil Schlesiens an Polen. Nachfolgend wurde es Jaworów umbenannt und der Woiwodschaft Breslau eingegliedert. Die deutsche Bevölkerung wurde, soweit sie nicht vorher geflohen war, weitgehend vertrieben. Die neu angesiedelten Bewohner waren teilweise Zwangsumgesiedelte aus Ostpolen, das an die Sowjetunion gefallen war. Seit 1999 gehört Jaworów zum Powiat Strzeliński in der Woiwodschaft Niederschlesien.

## Sehenswürdigkeiten
- Die römisch-katholische Erzengel-Michaels-Kirche (Kościół św. Michała Archanioła) wurde 1376 erstmals erwähnt. 1860 wurde der einschiffige Kirchenbau erweitert.[7]
- Denkmal für die Gefallenen des Ersten Weltkriegs
- Friedhofskapelle

## Vereine
- Freiwillige Feuerwehr OSP Jaworów